# Viswanatham
Viswanatham is een panchayatdorp in het district Virudhunagar van de Indiase staat Tamil Nadu. 

## Demografie
Volgens de Indiase volkstelling van 2001 wonen er 22.121 mensen in Viswanatham, waarvan 50% mannelijk en 50% vrouwelijk is. De plaats heeft een alfabetiseringsgraad van 60%.